# Tennessee (U-Boot)
Die USS Tennessee (SSBN-734) ist ein Atom-U-Boot der United States Navy und gehört der Ohio-Klasse an. Als U-Boot mit ballistischen Raketen (SSBN) führt sie 24 Interkontinentalraketen mit.

## Geschichte
Der Bau des U-Bootes wurde Anfang 1982 genehmigt. Die SSBN-734 wurde im Juni 1986 auf der zum Konzern General Dynamics gehörenden Werft von Electric Boat in Groton, Connecticut auf Kiel gelegt. Nach nur sechs Monaten im Trockendock lief SSBN-734 vom Stapel und wurde durch Mrs. Landess Kelso nach dem US-Bundesstaat Tennessee getauft. Zwei Jahre später, Ende 1988, erfolgte die offizielle Übernahme in die Flotte der US Navy.
Als neuntes Boot ihrer Klasse war die Tennessee als erstes vom Stapel weg dafür ausgerüstet, die neue UGM-133A Trident II zu tragen. 2009 begann das Boot eine Überholung in der Norfolk Naval Shipyard, die bis Ende Juli 2011 dauerte. Neben Instandhaltungs- und Modernisierungsarbeiten wurde auch der Reaktor mit neuem Brennstoff befüllt, der die Tennessee weitere 25 Jahre antreiben soll.